# Maróthy Jenő
Maróthy Jenő Rudolf (Vanyarc, 1895. április 22. – Budapest, Erzsébetváros, 1937. november 21.) író, újságíró, fővárosi polgári iskolai tanár.

## Életútja
Maróthy Emil és Goldberger Gizella (1867–1954) fiaként született. A Pozsonyi Evangélikus Líceumban érettségizett, majd a budapesti Királyi Magyar Tudományegyetem bölcsészeti karán szerzett tanári és bölcsészdoktori oklevelet. 
1916-tól jelentette meg elbeszéléseit és verseit a fővárosi lapokban, 1928-ban látott napvilágot Új urak – régi hegyek között című elbeszéléskötetét, amelyet méltatott a sajtó is. A Pesti Hírlap munkatársa lett. Írásaiban a Felvidék magyar-szlovák világát ábrázolja, bemutatja a gyermekek és diákok életét is. 
Felesége 1920-tól haláláig dr. Hein Margit volt.

## Művei
- Új urak régi hegyek között. Rajzok és elbeszélések a megszállott Felvidék életéből; Egyetemi Ny., Bp., 1928
- Szeptembertől – márciusig. Regény; Studium, Bp., 1934
- Felvidéki falevelek. Húsz küzdelmes esztendő életéből; Egyetemi Ny., Bp., 1939
- Szegények szíve. Novellák; Luther Társaság, Bp., 1943
- Szegények szíve. Novellák; Ordass Lajos Baráti Kör, Bp. 1994